# سيباستيان سوسيدو
سيباستيان سوسيدو (بالإسبانية: Sebastian Saucedo) (22 يناير 1997 بوادي سان فيرناندو في الولايات المتحدة - ) هو لاعب كرة قدم مكسيكي في مركز الوسط. شارك مع منتخب الولايات المتحدة تحت 18 سنة لكرة القدم ومنتخب الولايات المتحدة تحت 20 سنة لكرة القدم ومنتخب المكسيك تحت 20 سنة لكرة القدم. أما مع النوادي، فقد لعب مع ريال سالت ليك وتيبورونيس روخوس دي فيراكروز وريال موناركس.

## وصلات خارجية
- سيباستيان سوسيدو على موقع الدوري الأمريكي (الإنجليزية)
- سيباستيان سوسيدو على موقع قاعدة بيانات كرة القدم.إي يو (الإنجليزية)
- سيباستيان سوسيدو على موقع Soccerway.com (الإنجليزية)
- سيباستيان سوسيدو على موقع AS.com (الإسبانية)